# The Engineering of Consent
The Engineering of Consent ist Titel eines Essays von Edward Bernays, der 1947 erschien, außerdem Titel eines Sammelbandes von Aufsätzen seiner Mitarbeiter, den er 1955 mit einem eigenen Beitrag und einem Vorwort herausgab.

## Übersicht
Bernays beschreibt das Ziel der „Konstruktion der Zustimmung“ (engineering consent) als „ingenieurtechnischen Ansatz – das bedeutet, dass sich Handlungen ausschließlich auf gründliche Kenntnis der Gegebenheiten, wissenschaftliche Prinzipien und erprobte Praktiken stützen, um Menschen zur Unterstützung von Ideen und Programmen zu veranlassen.“
„Professionally, [public relations] activities are planned and executed by trained practitioners in accordance with scientific principles, based on the findings of social scientists. Their dispassionate approach and methods may be likened to those of the engineering professions which stem from the physical sciences.“
Die Bedrohung der Demokratie durch diese sozialtechnische Steuerung der öffentlichen Meinung wurde häufig wegen ihrer angenommenen Nähe zu totalitären Herrschaftsformen kritisiert:
Zustimmung, die auf diese Weise technisch hergestellt wird, ist nur schwer von Formen von Zustimmung zu unterscheiden, die der Unterstützung totalitärer Herrschaftsformen dienen. Wo der manipulierte Wähler zum Normalwähler wird, kann man nicht mehr davon sprechen, dass die Regierung in irgendeinem der Tradition entsprechenden Sinne des Wortes auf seiner Zustimmung beruht.
Ergebnis mancher Analysen des Kaufverhaltens ist, dass Psychologen schon die Wahl für den Konsumenten getroffen haben, bevor sie ein bestimmtes Produkt kaufen. Marketing setzt oft Symbole und Leitthemen ein, die unbewusst das Kaufverhalten beeinflussen.

## Essay
Der gleichnamige Essay erschien zuerst in den Annals of the American Academy of Political and Social Science. Der Autor stellt darin die folgenden Beobachtungen dar:
- Die USA sind wie ein kleiner Raum geworden, in dem ein kleines Geräusch tausendfach verstärkt wird.
- Die politische Führung ist physisch entfernter als früher, aber durch die Medien ist eine viel stärkere Vertrautheit entstanden. Auch die Alphabetisierung hat zum stärkeren Einfluss der Medien beigetragen.
- Politische Führer sind mit Hilfe von Experten in der Lage, Zustimmung zu erzeugen.
- Presse-, Meinungs- und Versammlungsfreiheit und das Petitionsrecht machen die Herstellung der Zustimmung erst möglich.
- Unter keinen Umständen sollte die Konsenstechnik das Bildungssystem untergraben oder ersetzen. Sie ergänzt das Bildungssystem.
- Hauptaufgabe des Berufs des PR-Beraters ist die sachliche und realistische Analyse der Lage des Kunden gegenüber der Öffentlichkeit, die Beratung hinsichtlich notwendiger Korrekturen in der Einstellung und in der Zugangsweise zur Öffentlichkeit.
- Das Vertrauen (good will) kann langfristig nur erhalten werden, wenn die Handlungen dieses Vertrauen gewährleisten. Der Berater hat die berufsethische Verpflichtung den Kunden daraufhin zu beraten und wird keine sozialschädlichen Aufträge annehmen.
- Wie im Ingenieurwesen muss eine Machbarkeitsstudie und eine Budgetierung erfolgen, bevor Maßnahmen ergriffen werden,
- Der Sozialtechniker muss mit der Macht des Faktenwissens, der Wahrheit und der Beweise ausgestattet sein, bevor er in das Licht der Öffentlichkeit tritt.
- Kontakt zu Interessenverbänden ist entscheidend. Dazu empfiehlt Bernays den World Almanac als Informationsquelle.
- Die Haltung, die Vorstellungen, die Annahmen oder Vorurteile der Öffentlichkeit ergeben sich aus bestimmbaren Einflussgrößen. Diese sind herauszuarbeiten.
- Die demokratische Gesellschaft ist ein lockeres Aggregat einzelner Gruppen. Um die Öffentlichkeit zu beeinflussen, muss der Konsens-Techniker die Gruppenführer und Meinungsführer beeinflussen.
- Forschung liefert die Daten und die Pläne zur Steuerung der Meinungen.
- Die Leitthemen müssen den Motiven der Öffentlichkeit entsprechen. Diese können bewusst oder unbewusst sein. Motive entstehen aus der Aktivierung von bewusstem und unbewusstem emotionalem Druck, der aus Bedürfnissen entsteht.
- Weitere Aktivitäten müssen organisiert und koordiniert werden: Meinungsforschung, Sponsoren, Werbefachleute, Filmexperten, Sprachexperten, Experten für Frauenfragen.
- Planung aller Phasen, besonders die Zeitplanung ist entscheidend für die Effizienz der Maßnahmen.

## Buchpublikation
1955 veröffentlichte die University of Oklahoma Press Bernays’ Buch The Engineering of Consent. Bernays verfasste dazu ausschließlich das erste Kapitel The Theory and Practice of Public Relations: A Resumé (Theorie und Praxis der Öffentlichkeitsarbeit: ein Resümee). Die sieben anderen Kapitel stammten von seinen Mitarbeitern. Objectives von Howard Walden Cutler, Research von Sherwood Dodge, Strategy von Nicholas Samstag, Themes and Symbols von seiner Ehefrau Doris Fleischman und H.W. Cutler, Organization for public relations von John Price Jones, Planning von Benjamin Fine und The tactics of public relations von A. Robert Ginsburgh.
Das Strategiekapitel als längstes Kapitel des Buchs beginnt mit soziologischen und psychologischen Beobachtungen zur Motivationsthematik aus den Werken Karl Menningers und Vilfredo Paretos. Samstag stellt verschiedene Strategien in beispielhaften Einzelfalluntersuchungen dar. Dabei werden die Aspekte des Zeitmanagements behandelt, außerdem verschiedene Techniken des Meinungsmanagements.

### Rezensionen
A. Edgar Schuler nannte das Buch eine bequeme und kompakte Einführung. Er hob besonders Samstags Kapitel hervor.
M. Weisglas schrieb in der International Communication Gazette, dass Bernays und die Mitautoren ihre Leser mit falschen Hoffnungen zur Öffentlichkeitsarbeit in die Irre geführt hätten.

## Fackeln der Freiheit
In einem Praxisbeispiel aus seinem Einleitungskapitel stellt Bernays dar, wie George Washington Hill, Präsident der American Tobacco Company, Edward Bernays 1928 den Auftrag gab, eine Kampagne zu organisieren, die Frauen zum Rauchen in der Öffentlichkeit bewegen würde. Dabei spielte vor allem die symbolische Benennung der Zigaretten als „Fackeln der Freiheit“ eine Rolle bei der Imageveränderung des Rauchens.
Die Grundidee der technischen Herstellung von Zustimmung geht auf Sigmund Freuds Vorstellung zurück, dass Menschen irrationale Wesen seien, die in erster Linie durch unbewusste Wünsche bestimmt werden. Wenn man diese verborgenen Wünsche erkenne, könne man sie zu seinem eigenen Vorteil nutzen.

## Wirkung
Ernest Dichter stellte dar, wie durch eine „Strategie der Bedürfnisse“ eine stabile Gesellschaft geformt werden könne. Eine gemeinsame Konsumidentität werde erzeugt, ähnlich wie bei der kulturellen Kommodifizierung. Kultur habe keine eigene überlieferte Identität, Bedeutung oder Geschichte, sondern werde nur durch Konsumentenverhalten und soziale Verhaltensmuster der Zeit hervorgebracht.
Um einen „stabilen Bürger“ zu verstehen, müsse man wissen, dass der moderne Mensch ziemlich oft versucht, seine Frustration dadurch abzubauen, dass er sein Geld ausgibt, um sich selbst zu belohnen. Der moderne Mensch sei im Innern bereit, sich zu verwirklichen, sein Selbstbild zu realisieren, indem er Produkte kauft, die dieses Selbst-Bild bestätigen.